# Handvuurwapen

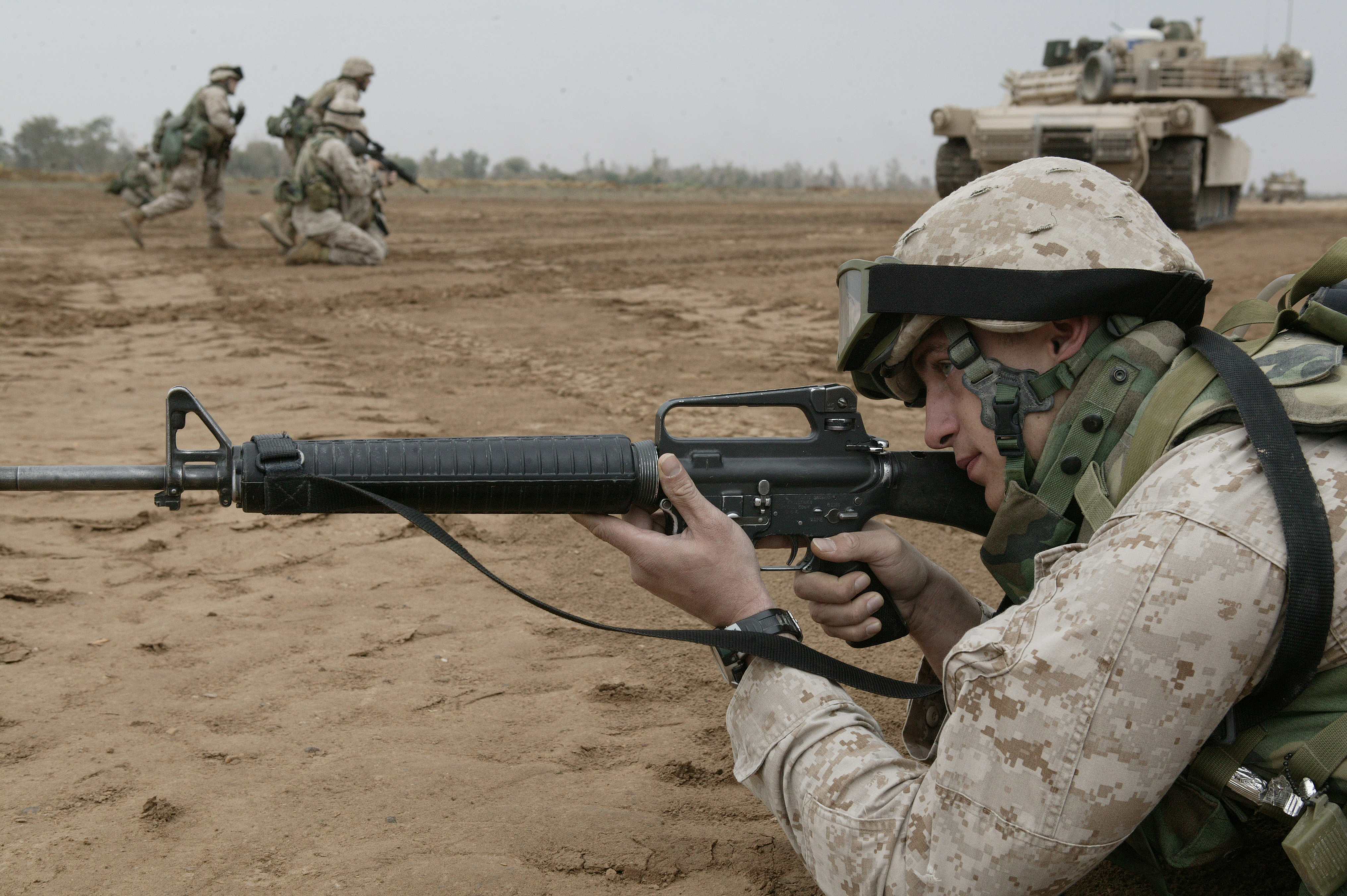
Een handvuurwapen

Een handvuurwapen is een draagbaar vuurwapen. Hiermee worden pistolen en revolvers (beide 'vuistvuurwapens'), geweren en karabijnen bedoeld.

## Definitie

### EU
Richtlijn 91/477/EEG van 18 juni 1991 inzake de controle op de verwerving en het voorhanden hebben van wapens definieert in bijlage II, lid IV a een "kort vuurwapen" als een vuurwapen waarvan de loop niet langer is dan 30 centimeter of waarvan de totale lengte niet meer dan 60 centimeter bedraagt.

### Nederland
Noch de Wet wapens en munitie, noch het ministerie van Defensie hanteren de term handvuurwapen. Het ministerie van Defensie spreekt van kleinkaliberwapens. Dit zijn alle pistolen, geweren en mitrailleurs met een kaliber tot 20 mm.

## Musket

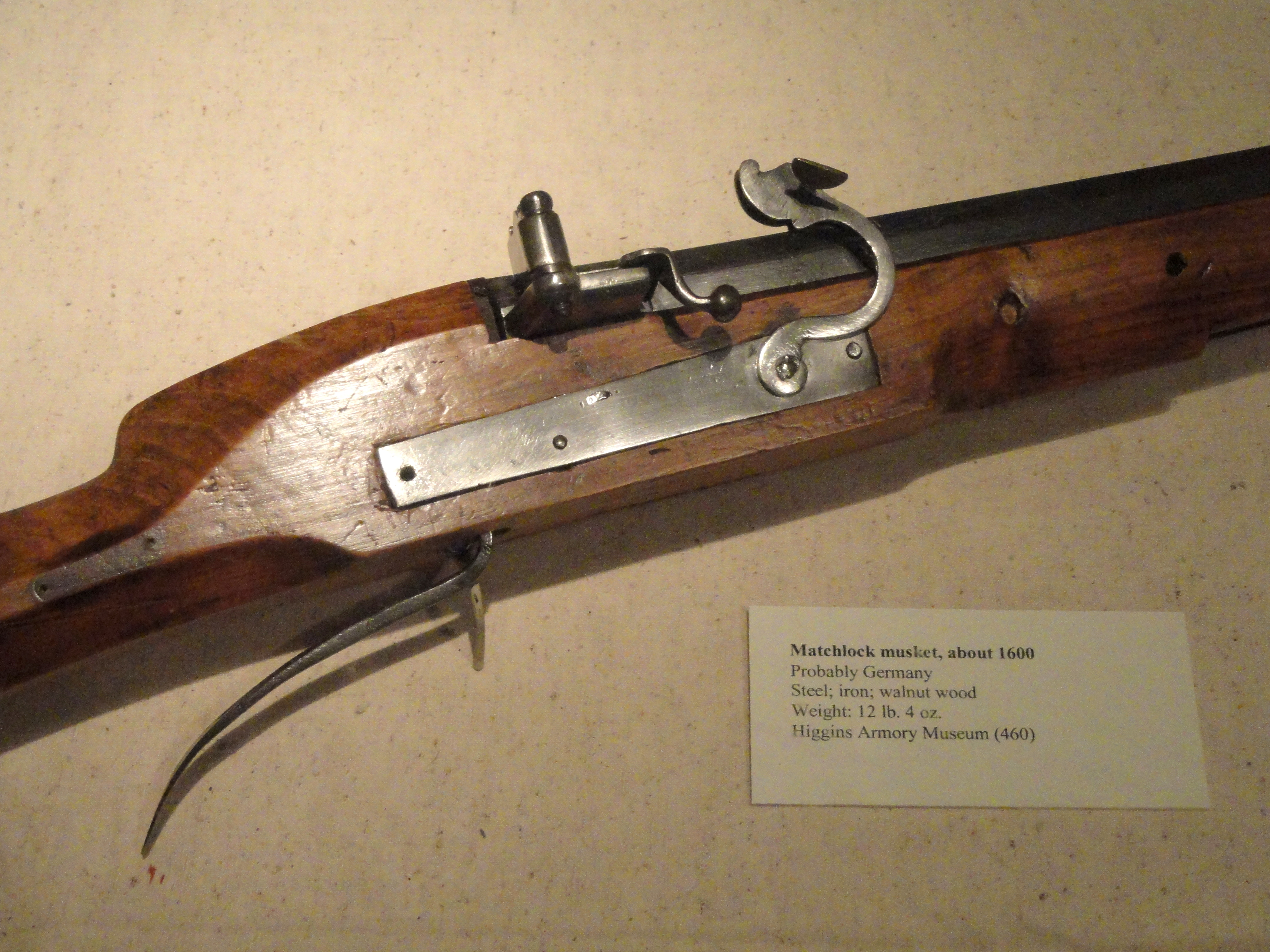
Lontslot van een musket

De eerste handvuurwapens die aan het eind van de veertiende eeuw op het slagveld verschenen waren handkanonnen, ook wel handbus en soms slang genoemd. Dit was niet meer dan een klein kanon, met een korte loop, die aan het uiteinde van een stok bevestigd was. Uit de handbus ontstond in de vijftiende eeuw de haakbus met een langere loop en een primitieve kolf.
Voor militair gebruik werd de haakbus omstreeks 1520 vervangen door het grotere musket, het zwaarste vuurwapen dat nog door één man bediend kon worden. Ze waren in het begin zo zwaar dat ze op een furket (steunvork) steunden. Later werden de musketten lichter en daardoor handelbaarder. Het musket is meer dan anderhalf eeuw in vrijwel ongewijzigde vorm in gebruik gebleven.
Later in de zestiende eeuw verscheen eveneens het vuurroer; een lichter model musket met een kleiner kaliber en zonder steunvork. Met het lichter worden van het musket in de zeventiende eeuw verdween dit wapentype weer.

## Geweer

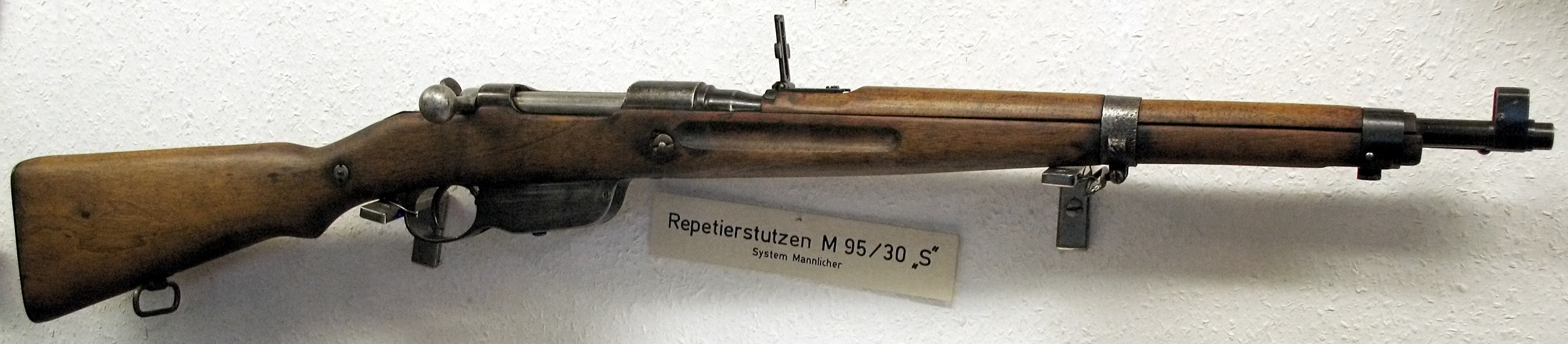
Een Steyr-Männlicher M.95-geweer

De ontwikkeling van betere ontstekingsmechanismen in de zestiende en zeventiende eeuw leidde tot het vervangen van het lontslotmusket door de snaphaan. In de tweede helft van de achttiende eeuw kwam de wat algemenere benaming geweer in gebruik voor het militaire wapen, hoewel men in de jacht nog lang van snaphaan en (jagers)bus bleef spreken.
Het (militaire) geweer onderging in de negentiende eeuw een aantal opmerkelijke veranderingen. Het begon de eeuw als een gladloops voorlader met vuursteenslot, waarvan het effectieve bereik niet veel meer dan 60 meter was. Halverwege de eeuw was het veranderd in een percussiegeweer met getrokken loop en aan het einde van eeuw was het een wapen met een getrokken loop, een grendel en een magazijn voor vijf of meer patronen, waarmee een doel op een kilometer afstand geraakt kon worden.
In de twintigste eeuw werd tevens het semiautomatische en volautomatische geweer in de krijgsmachten ingevoerd, alsmede het draagbare machinegeweer.

## Karabijn

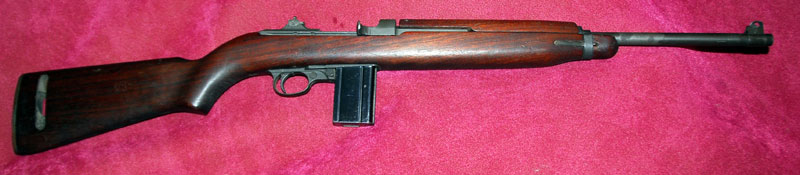
Een semiautomatische M1 Carbine

Een karabijn is een geweer met een (zeer) korte loop. De eerste karabijnen verschenen in de zestiende eeuw en waren net als het pistool bedoeld voor de cavalerie, die naast de blanke wapens behoefte had aan vuurwapens.
Na de Eerste Wereldoorlog keerde de karabijn terug, deze keer in de handen van de infanterist; vaak ter vervanging van het langere (en daardoor minder handzame) geweer. Heden ten dage is de karabijn geëvolueerd tot een automatisch wapen dat door de krijgsmacht en speciale politiediensten wordt gebruikt. Het effectieve bereik van een modern aanvalswapen voor een geoefend schutter is ten minste 300 meter, vaak meer.

## Machinepistool

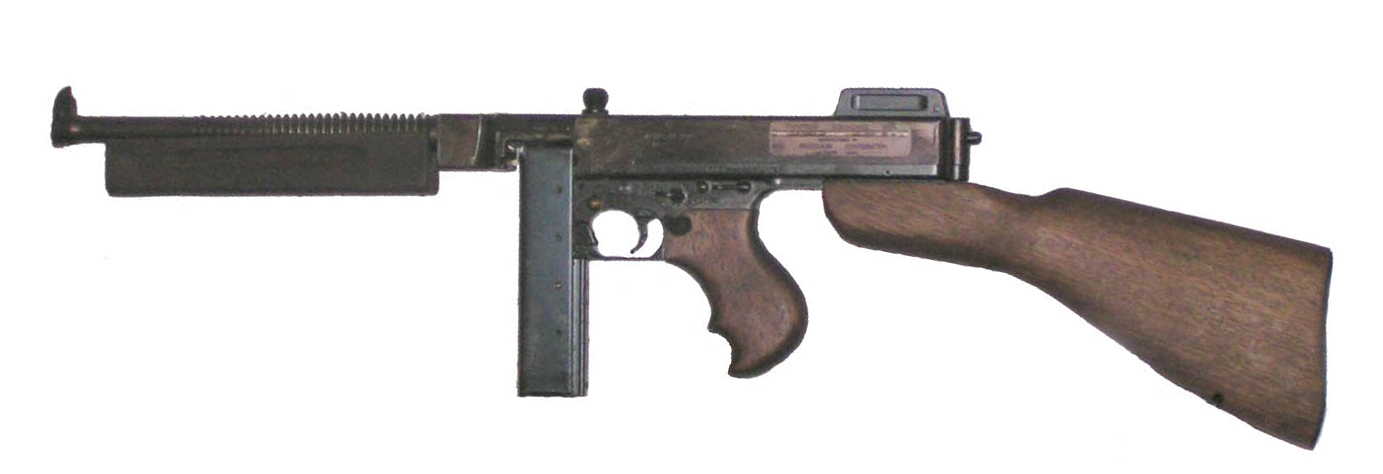
Een Thompson M1928-pistoolmitrailleur

Een machinepistool of pistoolmitrailleur (Engels: submachinegun) is een automatisch wapen dat patronen verschiet van een kaliber die ook door pistolen wordt gebruikt. Het wapen is uitsluitend bedoeld voor de krijgsmacht of politie. Machinepistolen zijn geschikt voor gevechten op korte afstand en in afgesloten ruimten. Oorspronkelijk zijn deze wapens ontworpen om vijandelijke loopgraven en bunkers te kunnen bestormen.

## Vuistvuurwapens
Een vuistvuurwapen is een vuurwapen dat men in de gesloten hand houdt, de vuist. Het pistool en de revolver zijn vuistvuurwapens, vaak in gebruik als persoonlijk verdedigingsmiddel. Met een pistool kan een geoefende schutter gemiddeld op 50 meter nog gericht schieten. Ongeoefende personen hebben vaak op zeven meter afstand al moeite een doel te raken. Pistolen zijn meestal half-automatisch en hebben een patroonhouder, die vaak verwerkt zit in de pistoolgreep. Dit is het verschil met een revolver, waarbij de patronen in een roterende trommel zitten, die tevens dient als vuurkamer.
Er zijn ook wapens die automatische pistolen genoemd worden maar deze benaming is incorrect. De juiste benaming is machinepistool of pistoolmitrailleur, zoals de uzi-pistoolmitrailleur.

## Overige handvuurwapens
Er zijn ook zelfgemaakte enkelschotspistolen en jachtpistolen, die hagel in plaats van kogels verschieten. Deze zogenaamde jachtpistolen meer gebruikt voor persoonlijke verdediging dan voor de jacht. Ook bestaan er enkelschotspistolen zoals de Thompson Center Contender, dit wapen kan op eenvoudige wijze van een andere loop worden voorzien waardoor elk denkbaar kaliber kan worden verschoten: vanaf 0.22-kleinkaliber- tot grootkaliber-geweerpatronen.